# I Испанская ала астуров
I Испанская ала астуров (лат. Ala I Hispanorum Asturum) — вспомогательное подразделение армии Древнего Рима, относящееся к типу ala quinquagenaria.
Ала была сформирована в I веке из испанского народа астуров. Скорее всего, она была переведена в Британию в период правления Домициана, хотя первое документальное подтверждение пребывания подразделения в Британии относится к 98 году — ко времени Траяна. Возможно, в 175 году ала была передислоцирована в форт Кондеркум рядом с валом Адриана, где и пребывала вплоть до конца римского правления в Британии. Упоминается как часть римской армии в 122, 124, 126, 158, 175, 200, 205 и 400 годах.
В Саут-Шилдс (в римские времена — Арбейя) было найдено захоронение солдата алы по имени Виктор, который умер в возрасте 20 лет и был родом из Мавретании. Тем не менее, оно не может указывать на то, что когда-нибудь ала дислоцировалась там.